# Speckbrett
Speckbrett ist eine tennisähnliche, im Münsterland beheimatete Sportart. Gespielt wird diese auf Asche- und Asphaltplätzen. Der Platz ist etwas kleiner als ein Tennisplatz (20 m Länge, 9 m Breite, wobei an jeder Seite ein halber Meter für das Doppel reserviert ist). Der Schläger besteht aus einem Holzbrett mit Griff (ursprünglich wie ein Schneidbrett aus der Küche, heute mit vielen gebohrten Löchern in gitterförmiger Anordnung, keine Saiten). Als Ball wird ein Tennisball verwendet. Die Zählweise ist an das Tischtennis angelehnt.
Es gibt in Münster vier Speckbrettvereine (bzw. Sportvereine mit Speckbrettabteilungen) und einen Verein in Berlin.
Die Speckbrettvereine richten im jährlichen Wechsel eine Stadtmeisterschaft aus. Seit dem Jahr 2020 gibt es eine bunte Speckbrettliga, die von der Initiative „Münster lebt Speckbrett“ ins Leben gerufen wurde. Im ersten Jahr spielten insgesamt 8 Teams einen Meister aus. Im Jahr 2021 wurde die Liga um 2 Klassen erweitert. Seit dem Jahr 2024 gibt es insgesamt sechs Ligen auf drei Niveaustufen.

## Stadt-Meisterschaften
| Jahr | Herren-Einzel, Sonderklasse | Herren-Doppel, Sonderklasse             | Herren-Einzel, Offene Klasse | Herren-Doppel, Offene Klasse           |
| ---- | --------------------------- | --------------------------------------- | ---------------------------- | -------------------------------------- |
| 2015 | Michael Thiemann            | Christian Thiemann / Michael Thiemann   | Henner Henning               | Carsten Franz / Kristof Wilmes         |
| 2016 | Michael Thiemann            | Timo Höppner / Michael Thiemann         | Max Albers                   | Frank Edeler / Gordon Müller           |
| 2017 | Jochen Zeidler              | Lars Hartmann / Bastian Kötter          | Karsten Benen                | Karsten Karczewski / Jörg Sobetzk      |
| 2018 | Michael Thiemann            | Max Haddick / Stefan Tiesmeyer          | Markus Nübel                 | Marc Hoefeld-Fegeler / Marc Riesenbeck |
| 2019 | Michael Thiemann            | Hendrik Bertling / Christoph Grotehöfer | Pascal Chromik               | Martin Reinhard / Markus Schürmann     |
| 2020 | Michael Thiemann            | Hendrik Bertling / Jan Borkenhagen      | Henning Nicolas              | Stephan Lange / Christian Lemke        |
| 2021 | Michael Thiemann            | Max Haddick / Stefan Tiesmeyer          | Daniel Gödde                 | Lars Anfang / Robin Paton              |
| 2022 | Lars Hartmann               | Timo Höppner / Michael Thiemann         | Stefan Wahle                 | Daniel Roesmann / David Roesmann       |
| 2023 | Lars Hartmann               | Max Haddick / Stefan Tiesmeyer          | Timo Kießlich                | Johannes Hofer / Alexander Meschnik    |

| Jahr | Damen-Einzel    | Damen-Doppel                       |
| ---- | --------------- | ---------------------------------- |
| 2015 | Juliane Gey     | –                                  |
| 2016 | Stefanie Lipsky | –                                  |
| 2017 | Stefanie Lipsky | –                                  |
| 2018 | Stefanie Lipsky | –                                  |
| 2019 | Lena Müller     | –                                  |
| 2020 | Lena Müller     | –                                  |
| 2021 | Karla Sundrup   | Deborah Döring / Stephanie Höppner |
| 2022 | Karla Sundrup   | Juliane Gey / Stephanie Höppner    |
| 2023 | Lea Reutter     | Juliane Gey / Stephanie Höppner    |